# Lechriodus melanopyga
Lechriodus melanopyga (tên tiếng Anh: Wokan Cannibal Frog) là một loài ếch thuộc họ Myobatrachidae.
Loài này có ở Tây Papua ở Indonesia và Papua New Guinea.
Môi trường sống tự nhiên của chúng là rừng khô nhiệt đới hoặc cận nhiệt đới, rừng ẩm vùng đất thấp nhiệt đới hoặc cận nhiệt đới, đầm nước ngọt, đầm nước ngọt có nước theo mùa, và các đồn điền.